# حسق إفريقي
حسق أفريقي (الاسم العلمي:Priva africana) هو نوع من النباتات يتبع جنس الحسق من الفصيلة اللويزية.